# 37734 Bonacina
37734 Bonacina este o planetă minoră (asteroid), cu un diametru de 2,278 km, din centura de asteroizi. A fost descoperită pe 30 octombrie 1996 la osservatorio astronomico di Sormano⁠(d) de Augusto Testa⁠(d). 
Obiectul prezintă o orbită caracterizată de o semiaxă mare de 2,2980841 UAi, o excentricitate de 0,18, o înclinație de 4,75661 ° în raport cu ecliptica.